# Magisches Klangquadrat
Auch in der Musik findet man die Beschäftigung mit dem Phänomen Magischer Quadrate. So verwies Anton Webern auf das Sator-Quadrat, um die Konstruktion seiner Zwölftonreihen zu erläutern, die – wie etwa bei der seines Streichquartetts op. 28 – neben der Grundgestalt auch schon Krebs, Umkehr und Krebsumkehr in sich eingeschrieben haben.
Ein magisches Klang-Quadrat veröffentlichte erstmals 1993 der Komponist Michael Denhoff in der „Neuen Zeitschrift für Musik“. Dort erläuterte er in einem Aufsatz „Vom Bild-Klang zum Klang-Bild“ das Verhältnis seiner Musik zu Werken diverser Maler.

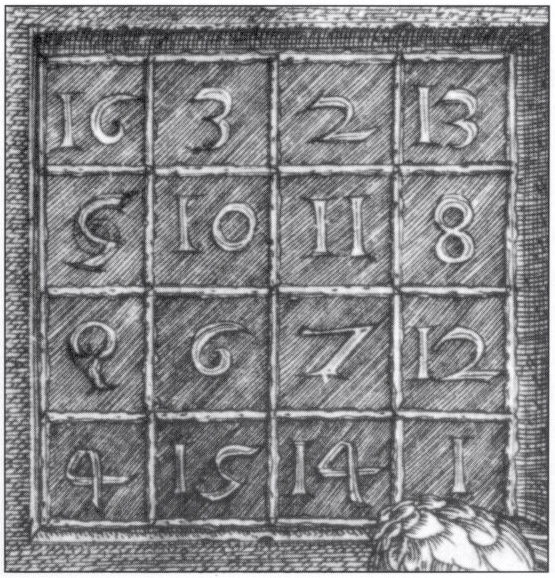
Detail aus Melencolia I

Dem Mittelsatz seines Orchesterwerkes „MELANCOLIA – Annäherungen an einen Kupferstich von Albrecht Dürer“ (1980) liegt ein magisches Klang-Quadrat zugrunde, bei dem analog zum Zahlen-Quadrat in Dürers Kupferstich „Melencolia I“ für jede der 16 Zahlen ein dreitöniger Akkord steht, dabei sind „jeweils vier dreitönige Akkorde – horizontal, vertikal, diagonal u. s. w. gelesen – stets das Total aller zwölf Töne. Zudem ist jeder Akkord über den Mittelpunkt des Quadrates in einen anderen in seiner Intervallkonstellation gespiegelt.“ (Denhoff). In Denhoffs Klang-Quadrat, das nur aus Großseptimen-Klängen (bei zwei Ausnahmen) mit verschiedenen „Füllungen“ besteht, entsprechen also die Mittelpunkts-Spiegelungen der Summe 17 bei entsprechender Addition in Dürers Zahlenquadrat. Neben horizontaler, vertikaler und diagonaler Addition zur Summe 34 (bei Dürer) und zum chromatischen Total (bei Denhoff) ergeben bei diesem Zahlen- und Klang-Quadrat noch weitere Additions-Möglichkeiten stets den Wert 34 und das chromatische Total aller zwölf Töne (z. B. die vier äußeren Eck-Zahlen und -Klänge, die vier inneren und andere spiegelbildlich angeordnete Vierer-Gruppen). In seinem 1981 entstandenen Werk „MAGIC SQUARE für 6 Spieler und verstärktes Metronom“ verweist Denhoff auf alle diese Möglichkeiten und nutzt sie als „Spielregel“ für eine Musik, die in freier Entscheidung jedes Musikers bei der Ausgestaltung seines Parts die Dauernwerte der Klänge dabei an Dürers Zahlen koppelt.